# Сультсерен
Сультсере́н (фр. Soultzeren) — коммуна на северо-востоке Франции в регионе Гранд-Эст (бывший Эльзас — Шампань — Арденны — Лотарингия), департамент Верхний Рейн, округ Кольмар — Рибовилле, кантон Вендзенем. До марта 2015 года коммуна административно входила в состав упразднённого кантона Мюнстер (округ Кольмар).
Площадь коммуны — 18,37 км², население — 1155 человек (2006) с тенденцией к стабилизации: 1145 человек (2012), плотность населения — 62,3 чел/км².

## География
В северо-восточной части коммуны располагаются два озера: Лак-Вер и Лак-де-Трюит.

## Население
Численность населения коммуны в 2011 году составляла 1164 человека, а в 2012 году — 1145 человек.
| 1962 | 1968 | 1975 | 1982 | 1990 | 1999 | 2006 | 2007 | 2008 | 2011 | 2012 |
| ---- | ---- | ---- | ---- | ---- | ---- | ---- | ---- | ---- | ---- | ---- |
| 1083 | 1070 | 1061 | 969  | 1024 | 1088 | 1155 | 1165 | 1179 | 1164 | 1145 |

Динамика населения:

## Экономика
В 2010 году из 789 человек трудоспособного возраста (от 15 до 64 лет) 624 были экономически активными, 165 — неактивными (показатель активности 79,1 %, в 1999 году — 74,9 %). Из 624 активных трудоспособных жителей работали 576 человек (300 мужчин и 276 женщин), 48 числились безработными (25 мужчин и 23 женщины). Среди 165 трудоспособных неактивных граждан 38 были учениками либо студентами, 86 — пенсионерами, а ещё 41 — были неактивны в силу других причин.
На протяжении 2011 года в коммуне числилось 503 облагаемых налогом домохозяйства, в которых проживало 1153 человека. При этом медиана доходов составила 19860 евро на одного налогоплательщика.

## Достопримечательности (фотогалерея)

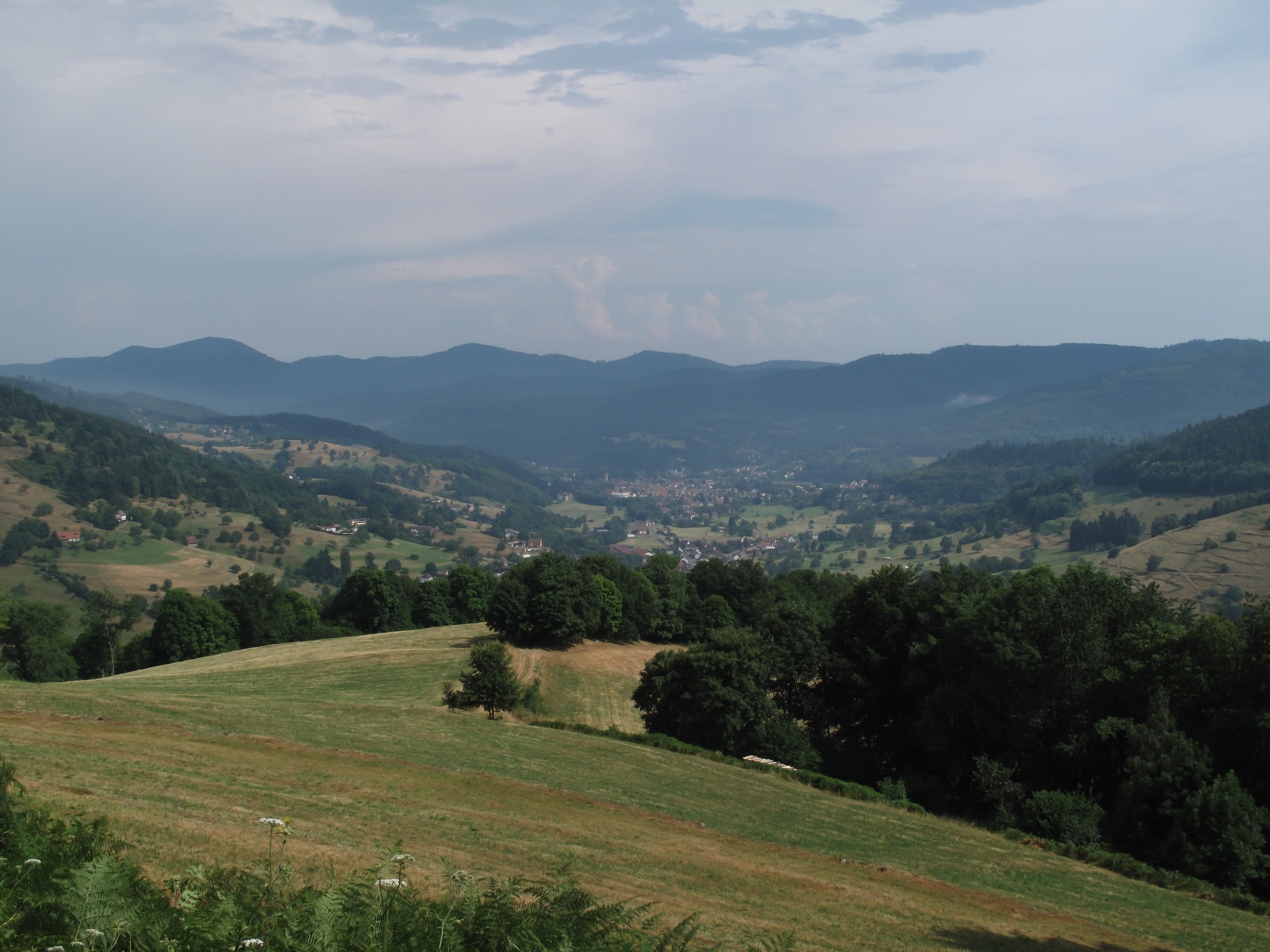
Вид на коммуну
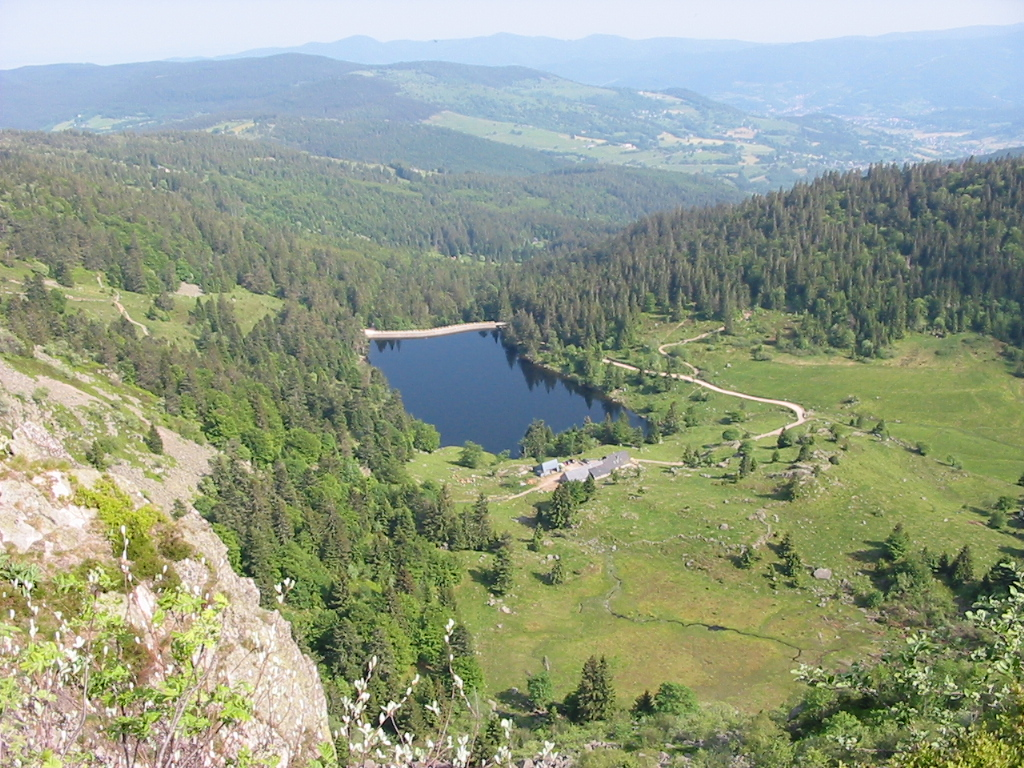
Лак-де-Трюит
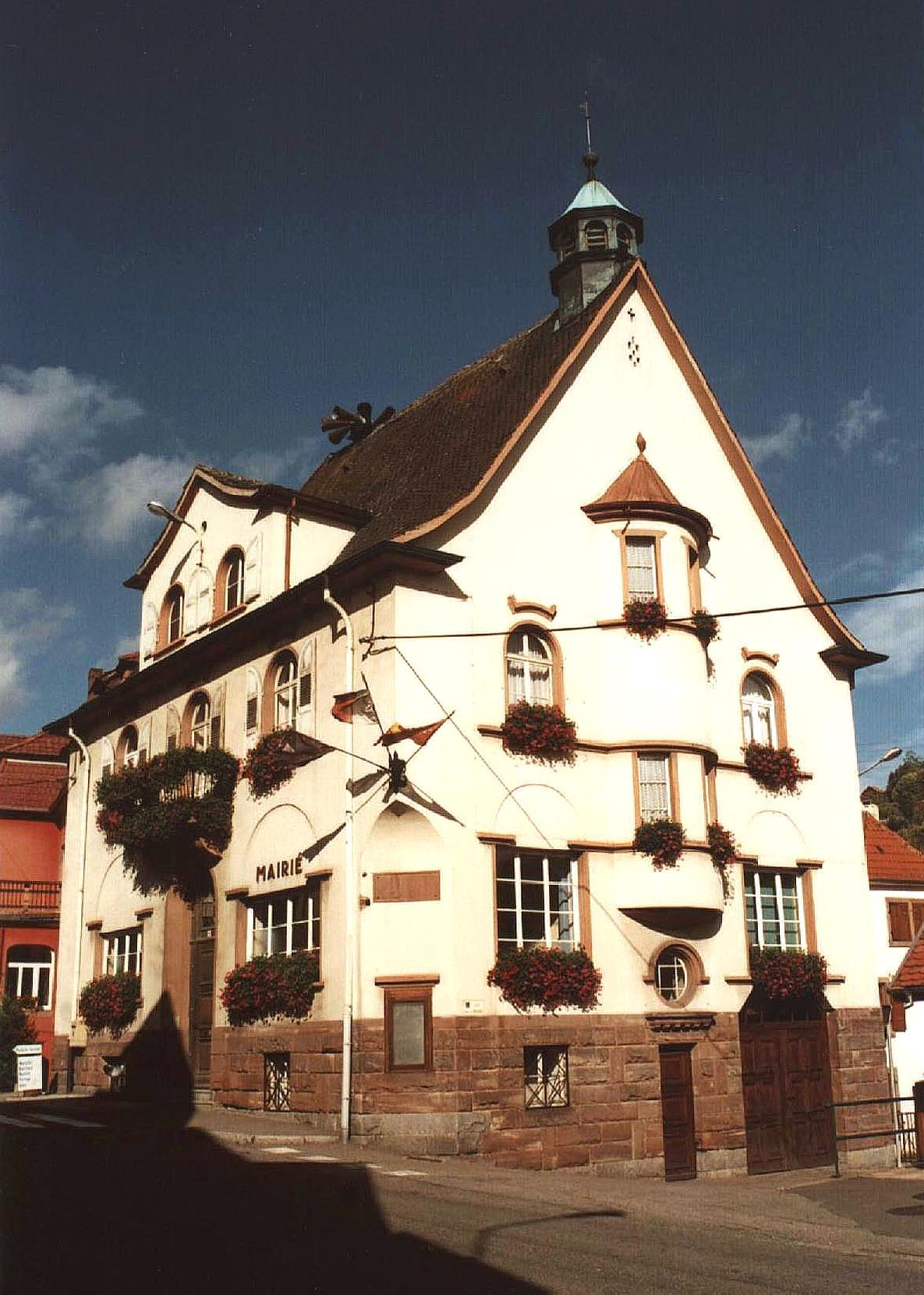
Здание мэрии